# Алієв Сейхан Фамалович
Алієв Сейхан Фамалович (нар. 22 вересня 1991, Урожайне, Совєтський район) — український футболіст, півзахисник і нападник.

## Клубна кар'єра
Сейхан Алієв народився 22 вересня 1991 року у селі Урожайне Совєтського району АР Крим. У віці восьми років переїхав до Євпаторії, де став вихованцем клубів «Авангард» та «Сталкер». Першим тренером молодого футболіста був Олександр Бабенко. У дорослому футболі дебютував 19 березня 2010 року за дніпродзержинську «Сталь» проти криворізького «Гірника». У другій половині сезону 2009/10 виходив на поле лише 7 раз, не відзначившись при цьому жодним голом. Проте вже у наступному сезоні відіграв 13 матчів і відзначившись голом у грі з тим же криворізьким «Гірником».
Сезон 2011/12, коли тренером команди став Віктор Маслов, став одним із найбільш успішних у кар'єрі гравця — відігравши 22 матчі, він забив 9 голів, що дозволило йому посісти 4-ту позицію у списку найкращих бомбардирів. Ще три голи Сейхан забив у кубкових матчах. У сезоні 2012/13 він відіграв 28 матчів, забивши при цьому 5 м'ячів. Загалом провів за «Сталь» 120 матчів в усіх турнірах і забив 20 голів.
2015 року переїхав до окупованого Криму, де став грати за місцеву команду «Євпаторія», створену колаборантами. 2020 року покинув команду. Загалом провів за команду понад 100 ігор і виграв з командою чемпіонат і Кубок Криму.

## Статистика виступів

### Статистика клубних виступів
| Клуб                 | Сезон   | Чемпіонат | Чемпіонат | Кубок | Кубок | Кубок Ліги | Кубок Ліги | Загалом | Загалом |
| Клуб                 | Сезон   | Ігор      | Голів     | Ігор  | Голів | Ігор       | Голів      | Ігор    | Голів   |
| -------------------- | ------- | --------- | --------- | ----- | ----- | ---------- | ---------- | ------- | ------- |
| «Сталь» (Кам'янське) | 2009—10 | 7         | 0         | 0     | 0     | 2          | 0          | 9       | 0       |
| «Сталь» (Кам'янське) | 2010—11 | 13        | 1         | 0     | 0     | 0          | 0          | 13      | 1       |
| «Сталь» (Кам'янське) | 2011—12 | 22        | 9         | 4     | 3     | 0          | 0          | 26      | 12      |
| «Сталь» (Кам'янське) | 2012—13 | 28        | 5         | 1     | 0     | 0          | 0          | 29      | 5       |
| «Сталь» (Кам'янське) | 2013—14 | 29        | 2         | 1     | 0     | 0          | 0          | 19      | 0       |
| «Сталь» (Кам'янське) | 2013—14 | 12        | 0         | 0     | 0     | 0          | 0          | 12      | 0       |
| «Сталь» (Кам'янське) | Загалом | 111       | 17        | 7     | 3     | 2          | 0          | 120     | 20      |

## Цікаві факти
- Сейхан Алієв за віросповіданням мусульманин[2]:

| «Я віруюча людина - мусульманин і перед кожним матчем читаю п'ятикратну молитву, під час якої і прошу допомоги у Всевишнього. І виходячи на поле, я натираю обличчя долонями, приймаючи милість Всевишнього».Оригінальний текст (рос.) «Я верующий человек – мусульманин и перед каждым матчем читаю пятикратную молитву, во время которой и прошу помощи у Всевышнего. И выходя на поле, я натираю лицо ладонями, принимая милость Всевышнего». |
- Футбольним кумиром гравця є французький футболіст Зінедін Зідан, він грає під тим же 10-м номером[2];